# Синдром Сотоса
Синдро́м Со́тоса (синдром церебрального гигантизма) — врождённое, в большинстве случаев спорадическое (встречаются семьи с аутосомно-доминантным типом наследования) заболевание, впервые описанное в 60-х годах XX века. Характеризуется высокорослостью, крупным шишковатым черепом, выпуклым лбом, гипертелоризмом, наличием высокого нёба, антимонголоидным разрезом глаз, умеренной задержкой психического развития. Костный возраст опережает паспортный. Эндокринный статус нормальный.

## Этиология и патогенез
Неизвестна: предполагается дисфункция гипоталамических структур, в отдельных случаях обнаруживали микроаденому гипофиза. На фоне прогрессирующего гигантизма отмечаются нормальные уровни СТГ.

## Генетика
Клиническая картина синдрома Сотоса сочетается с мутацией гена NSD1.

## Клиническая картина
Основные признаки: высокорослость, акромегалоидные черты, умственная отсталость. Дети рождаются с большой массой и длиной тела. Рост ускорен с первых лет жизни, особенно бурный рост отмечается в период 4—5 летнего возраста, однако с годами темпы роста снижаются, в итоге рост пациентов достигает верхней границы нормы или несколько её превышает, масса тела с небольшим избытком, наблюдается отложение подкожной жировой клетчатки в дистальных отделах конечностей. Черты лица грубые, акромегалоидные, череп микроцефальный с увеличением лобных бугров и нижней челюсти, гипертелоризм, антимонголоидный разрез глаз, страбизм, «готическое» нёбо, большой язык, прогнатизм, увеличение размеров кистей и стоп с утолщением слоя подкожной жировой клетчатки. Созревание костей опережает паспортный возраст. Половое развитие нормальное или раннее. У большинства пациентов умственное развитие задержано, отмечается умственная недостаточность, часто нерезко выраженная, психика с элементами агрессивности. При ЭЭГ-исследовании обнаруживают различные отклонения. Нередко нарушена координация движений, встречается атаксия, тремор, возможны судорожные приступы. Данная патология иногда сочетается с развитием злокачественных новообразований (опухоль Вильмса, рак печени, яичников).

## Диагностика
Опирается на типичную симптоматику. Гормональное исследование не выявляет избыточной секреции СТГ или других гормонов и ростовых факторов.

## Лечение
Проводится симптоматическая терапия. В специфическом лечении пациенты не нуждаются.